# Centre Court
Il Centre Court è il campo principale dell'All England Lawn Tennis and Croquet Club, dove si svolge annualmente il Torneo di Wimbledon.

## Descrizione

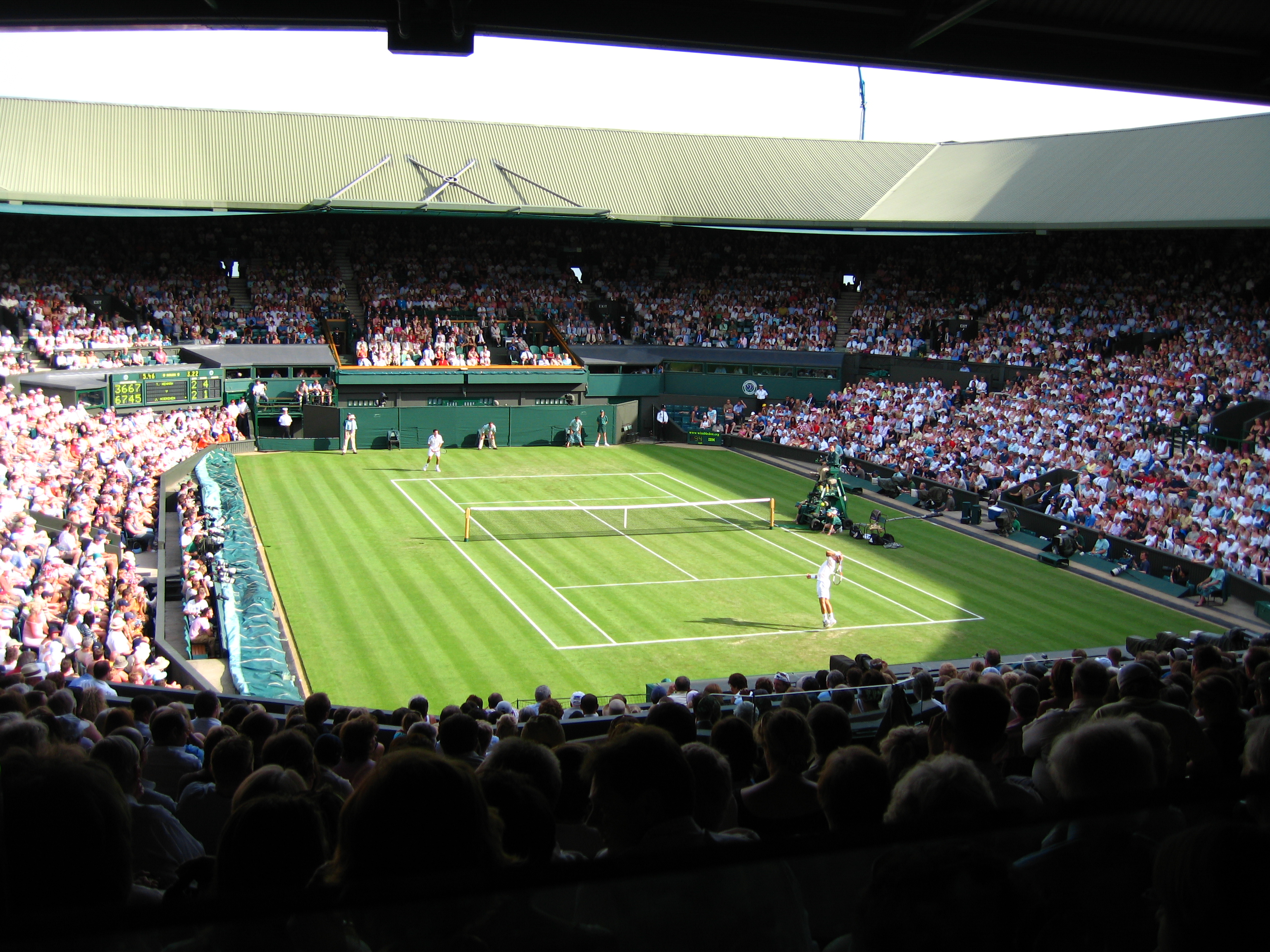
Il Centre Court come appariva nel 2005

Costruito nel 1922, originariamente poteva contenere 13.810 spettatori. Viene utilizzato praticamente solo le due settimane in cui vi è il Torneo di Wimbledon, ma è probabilmente il più famoso stadio di tennis del mondo. Il Centre Court è stato usato per le Olimpiadi estive del 2012.
Dopo il torneo del 2006 cominciarono i lavori per la costruzione della copertura di 5.200 metri quadri che può essere dispiegata in dieci minuti. Durante l'edizione del 2007 il campo non ha avuto alcun tipo di copertura, cosa mai accaduta sin dalla sua inaugurazione nel 1922. Dall'edizione del 2009 il Centre Court ha avuto una nuova copertura contro la pioggia: la zona sopra il campo si può aprire o chiudere a seconda delle necessità per evitare che il match debba essere sospeso a causa del maltempo.
Il 17 maggio 2009, al termine della ristrutturazione, il campo è stato inaugurato con un'esibizione di doppio misto tra la coppia Andre Agassi e Steffi Graf, contro Tim Henman e Kim Clijsters. La ristrutturazione ha comportato anche un aumento della capacità dell'impianto a 14.979 spettatori.
Il tetto è stato sfruttato per la prima volta il 29 giugno 2009, quando l'incontro degli ottavi femminili tra Dinára Sáfina e Amélie Mauresmo è stato interrotto da un acquazzone nel corso del secondo set ma è potuto riprendere dopo meno di tre quarti d'ora.